# Hechinoschema spinosa
Hechinoschema spinosa là một loài bọ cánh cứng trong họ Cerambycidae.